# Semiahmoo Bay
Semiahmoo Bay är en vik i Kanada.   Den ligger i provinsen British Columbia, i den södra delen av landet, 3 500 km väster om huvudstaden Ottawa.
Runt Semiahmoo Bay är det ganska tätbefolkat, med 100 invånare per kvadratkilometer.